# Amaranto (corante)
Amaranto, Vermelho FD&C No. 2, E123, C.I. Vermelho para Alimentos 9, Vermelho Ácido 27, Azorubina S ou C.I. 16185, chamado comercialmente no Brasil como Vermelho Amaranto, é um corante azo vermelho escuro a púrpura que foi usado como corante alimentício e para colorir cosméticos, mas desde 1976 foi banido dos Estados Unidos pela Food and Drug Administration (FDA) como uma substância suspeita de ser um carcinógeno. Usualmente é comercializado como um sal trissódico. Possui a aparência de um pó castanho avermelhado, vermelho escuro a púrpura, solúvel em água que decompõe-se a 120 °C sem fundir-se. Sua solução aquosa tem absorção máxima a aproximadamente 520 nm. Amaranto é um corante aniônico. Pode ser aplicado a fibras naturais e sintéticas, couro, papel e resinas fenol-formaldeído. Como um aditivo alimentar tem número E E123. Como todos os corantes azóicos, amaranto foi, durante a metade do século XX, obtido a partir do alcatrão da hulha; modernos produtos sintéticos são mais facilmente produzidos de subprodutos do petróleo. O uso do vermelho amaranto ainda é legal em alguns países, notavelmente no Reino Unido, onde é mais comumente usado para dar ao glacê de cerejas sua cor característica. Seu nome foi tirado do grão de amaranto, uma planta que distingue-se pela sua cor vermelha e sementes comestíveis ricas em proteínas.

## História
Após um incidente em 1954 envolvendo Laranja FD&C N.º 1, o FDA retestou corantes limentícios. Em 1960 o FDA produziu jurisdição sobre aditivos corantes, limitando as quantidades que poderiam ser adicionadas a alimentos e obrigando os produtores de alimentos coloridos a garantir a segurança e rotulagem adequada da adição usada de corantes. A permissão para usar aditivos alimentares foi dada em caráter provisório, o que pode ser retirado no caso de surgirem questões de segurança. A FDA concedeu um grau "generally recognized as safe" (GRAS, genericamente reconhecido como seguro) provisiório a substâncias já em uso, e estendeu o status provisório do Vermelho No. 2 por 14 vezes.
Em 1971 um estudo russo relacionou o corante ao câncer. Em 1976 mais de 450 toneladas do corante no valor de US$ 5 milhões foi usado em US$ 10 bilhões em alimentos, drogas e cosméticos. Ativistas da defesa do consumidor nos EUA, perturbados pelo que percebiam como im conluio entre a FDA e conglomerados de alimentos, colocar pressão sobre o FDA a proibí-lo. O comissário do FDA Alexander Schmidt defendeu o corante, como ele já havia defendido a FDA contra as acusações de conluio em seu livro de 1975, afirmando que o FDA não encontrara "nenhuma evidência de um perigo para a saúde pública". Testes pelo FDA não encontrarm nenhuma prova inegável de um perigo para a saúde, mas encontraram um aumento estatisticamente significativo na incidência de tumores malignos em ratos fêmeas as quais foram dadas uma alta dosagem do corante, e concluiu que uma vez que também não poderia mais ser uma presunção de segurança, o uso do corante deveria ser descontinuado. O FDA baniu o vermelho FD&C No. 2 em 1976. Vermelho FD&C No. 40 (vermelho allura AC) substitui o banido vermelho No. 2.

## Obtenção
É obtido pela diazotação do ácido 4-aminonaftaleno-1-sulfônico
e copulação com o ácido 3-hidroxinaftaleno-2,7-dissulfônico.
Sua forma ácida é chamada no mercado de vermelho para alimentos 9:1 (Food Red 9:1), é classificada com o número CAS 12227-62-2, fórmula C20H14N2O10S3 e apresenta massa molecular 538,53, e tem sua coloração depositada pela adição de um mordente de sal de alumínio.

## Degradação fotoquímica
Apresenta, como muitos corantes. fotodegradação.

## Aplicações
Possui aplicação em Biologia como um corante para a detecção de alterações de potencial em membranas celulares.